# روتانا كوميدي
روتانا كوميدي هي إحدى القنوات التابعة لشبكة روتانا، تقوم ببث محتوى فكاهي من الكوميديا والبرامج الساخرة. كان الهدف من إطلاقها هو الترفيه عن المشاهدين خلال فترة الحجر المنزلي بسبب جائحة كورونا، لا سيما بعد إطلاق قناة “روتانا كيدز” سابقاً.
تقدّم القناة مجموعة من أبرز الأفلام العربية الكوميدية التي حققت أهم النجاحات وأعلى الإيرادات على مدى السنوات الماضية، إضافة إلى أبرز الأعمال المسرحية المصوّرة، والمسلسلات الكوميدية والاسكتشات النادرة التي يطلّ عبرها أهم نجوم الوطن العربي الذين أضحكوا المشاهدين عبر الأجيال. وتجمع «روتانا كوميدي» عبر شاشتها مئات الأفلام الكوميدية.
وفي قمر نايل سات لا يوجد قناة روتانا كوميدي وقد تم استبداله مع روتانا سينما مصر.

## انظر ايضاً
- روتانا دراما
- روتانا
- روتانا خليجية
- روتانا سينما
- روتانا كيدز
- روتانا أفلام
- روتانا موسيقى
- روتانا زمان
- روتانا كلاسيك
- قناة الرسالة
- روتانا كليب